# Mads Nørgård
Mads Nørgård Rasmussen (født 30. oktober 1993) er en dansk curler fra Hvidovre, Danmark.